# Protobranchia
Die Protobranchia oder auch Protobranchiata (Urkiemer) sind eine Großgruppe der Bivalvia (Muscheln), die in den neueren Klassifikationen als Überklasse, Teilklasse oder Infraklasse geführt wird. Es handelt sich um eine verhältnismäßig kleine Muschelgruppe. Sie ist Schwestergruppe der Autolamellibranchiata (Eigenblattkiemer), die die große Mehrzahl der Muscheltaxa beinhaltet.

## Charakterisierung
Die Gehäuse der Protobranchia sind verhältnismäßig klein und meist gleichklappig. Die Schalen sind aragonitisch mit einer Perlmutterlage und manchmal einer Lage von homogenen Mikrostrukturen, die dann vom organischen Periostrakum überlagert sind. Das Schloss ist ursprünglich taxodont, in wenigen abgeleiteten Formen auch zahnlos. Als abgeleitet und damit apomorph gilt eine besondere Larvenform, eine Besonderheit im Magen (ohne festen Kristallstiel) und die Palp-Probosciden an den Labialpalpen (Mundtastern). Das Ligament ist extern oder intern. Die meisten Vertreter der Protobranchia sind isomyar, d. h. die beiden Schließmuskeln sind annähernd gleich groß, wenige Formen haben ungleiche Schließmuskeln. Die Kiemen sind protobranch, was wahrscheinlich den ursprünglichen Zustand der Kiemen bei den Muscheln darstellt.

## Systematik
Die Protobranchia sind in der Kladistik die Schwestergruppe der Autolamellibranchiata. Die Protobranchia tauchen als Infraklasse, Unterklasse oder als Taxon ohne Rang in den Klassifikationen auf. Sie werden am besten als Teil-, Infra- oder Unterklasse eingestuft.
Die Protobranchia beinhalten zwei oder drei Ordnungen, wobei die Ordnung Nuculanida erst kürzlich aufgestellt wurde und noch keine allgemeine Anerkennung gefunden hat. Das Verwandtschaftsverhältnis zwischen den drei Ordnungen ist noch nicht gesichert, sodass auch keine weitere Unterteilung notwendig ist.
Protobranchia Pelseneer, 1889
- Ordnung Nuculida Dall, 1889
  - Überfamilie †Fordilloidea Pojeta, 1975
  - Überfamilie Pristiglomoidea Sanders & Allen, 1973
  - Überfamilie Nuculoidea Gray, 1824
  - Überfamilie †Ctenodontoidea Wöhrmann, 1893
- Ordnung Solemyida Dall, 1889
  - Überfamilie Solemyoidea Gray, 1840
  - Überfamilie Manzanelloidea Chronic, 1952
- (Ordnung Nuculanida Carter, Campbell & Campbell, 2000)(die hier eingeordneten Gruppen können auch zu einer Überfamilie Nuculanoidea innerhalb der Ordnung Nuculida gestellt werden)
  - Überfamilie Nuculanoidea Adams & Adams, 1854